# Washington Park (Portland)

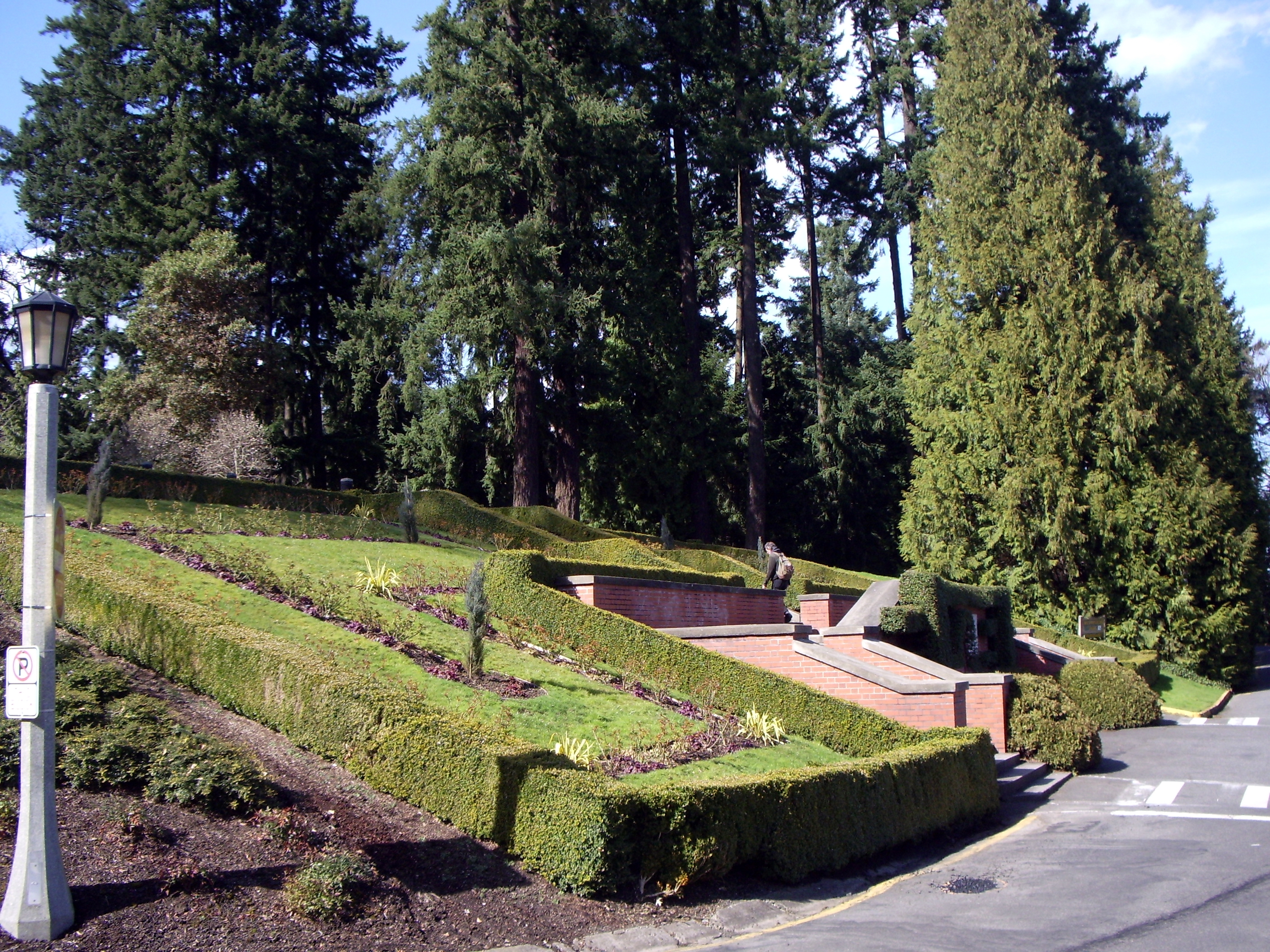
Hoofdingang van Washington Park

Washington Park is een groot openbaar stadspark in Portland, de grootste stad van de Amerikaanse staat Oregon. In het park liggen een dierentuin, bosbouwmuseum, arboretum, kindermuseum, rosarium, Japanse tuin, amfitheater, boogschietbaan, tennisvelden, voetbalterrein, picknickgebieden, speeltuinen, openbare kunstwerken en monumenten, en grote stukken bosgebied met verschillende kilometers wandelpaden. Het beslaat in totaal zo'n 166 hectare land, voornamelijk steile, beboste heuvels.